# Embaixada da Guatemala em Brasília
A Embaixada da Guatemala em Brasília é a principal missão diplomática guatemalense no Brasil. Está localizada no Lago Sul. O atual embaixador é Julio Armando Martini Herrera.